# Christophe Du Jardin
Christophe Du Jardin (1978) is een voormalig Belgisch acteur.
Hij werd vooral bekend door de eerste versie te spelen van het personage Bart Van Den Bossche in de soap Familie.
Toen hij in 1996 afstudeerde aan het Onze-Lieve-Vrouwecollege in Antwerpen begon hij rechten te studeren aan de  UAntwerpen, hetgeen moeilijk te combineren viel met het acteren.
Hierdoor werd er door de makers van Familie een tijdssprong van 7 jaar bedacht en maakte Du Jardin plaats voor Wim Van de Velde, die hierna vier jaar het personage van Bart zou vertolken.
Tegenwoordig is Du Jardin te vinden in de bedrijfswereld en is gespecialiseerd in intellectuele eigendomsrechten en marktpraktijken.